# كاسان يونغ
كاسان يونغ (بالإنجليزية: Cassin Young)‏ (و. 1894 – 1942 م) هو ضابط، ورجل غواصة أمريكي، ولد في واشنطن، ويحمل رتبة عسكرية نقيب، توفي عن عمر يناهز 48 عاماً.

## التعليم
تعلم في أكاديمية الولايات المتحدة البحرية
.

## الخدمة العسكرية
خدم في بحرية الولايات المتحدة.

## جوائز
حصل على جوائز منها:
- ميدالية الشرف
- صليب البحرية